# Malá vodní elektrárna Stráž nad Nežárkou

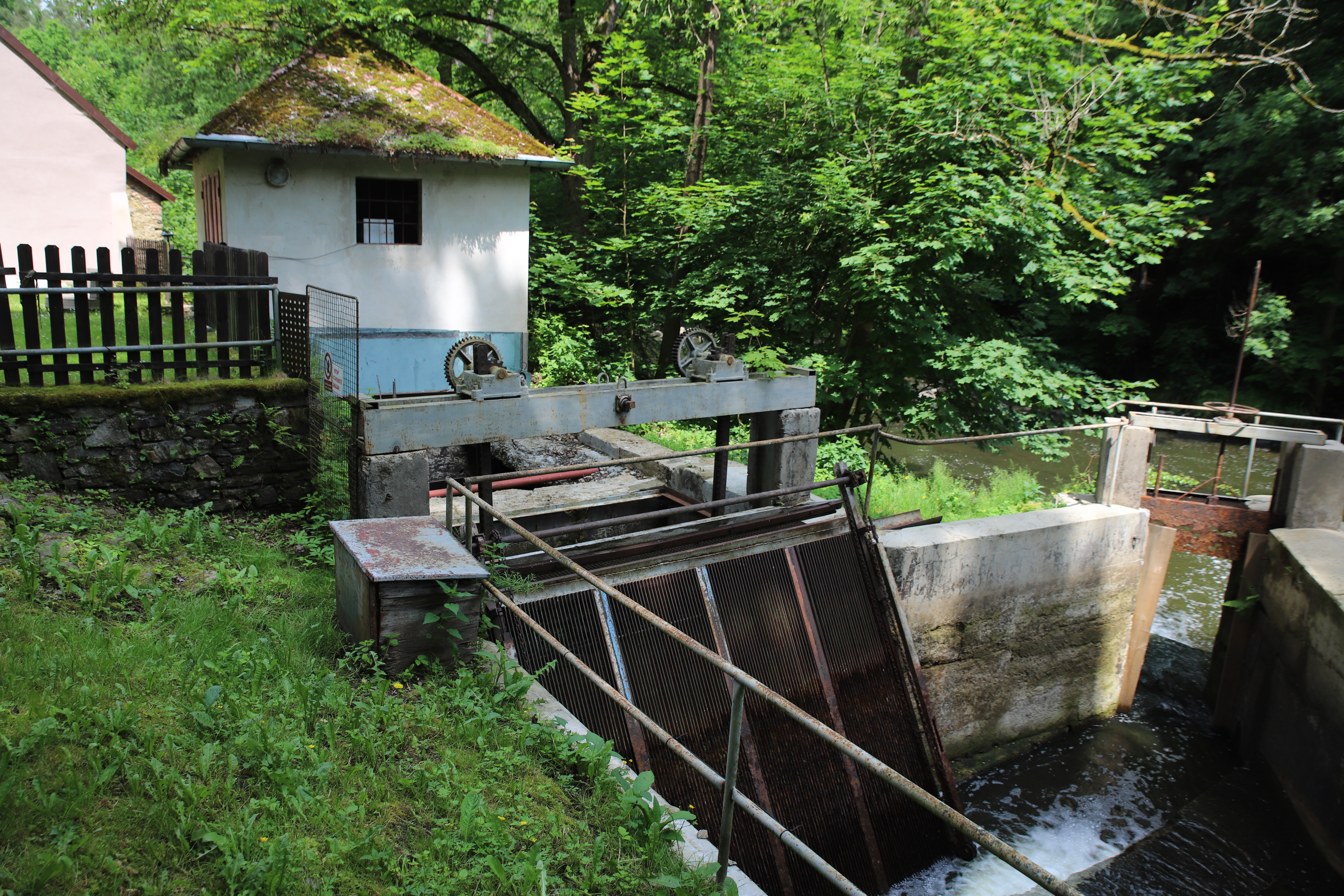
MVE Stráž nad Nežárkou

Malá vodní elektrárna Stráž nad Nežárkou je průtočná vodní elektrárna u Stráže nad Nežárkou. Nachází se na místě původního vodního mlýna U Skalníků. V současnosti prochází elektrárna kompletní rekonstrukcí a není v provozu. 

## Historie
První zmínka o vodním mlýnu ve Stráži nad Nežárkou pochází již ze 17. století, kdy mlýn patřil rodině Skalníků. Poháněl pilu, vzdálenou několik desítek metrů, pomocí třicetimetrového koženého řemenu. V roce 1922 koupila vodní mlýn Ema Destinnová spolu se zámkem ve Stráži a přeměnila mlýn ve vodní elektrárnu.[ve zdroji nenalezeno]
V roce 1933 bylo původní mlýnské kolo nahrazeno Francisovou turbínou. Ta byla v provozu až do roku 2013, kdy byla poškozena povodněmi.

## Základní údaje
MVE Stráž nad Nežárkou se řadí mezi nízkotlaké vodní elektrárny (má spád menší než 20 metrů). Zároveň jde o průtočnou elektrárnu. Pro umožnění migrace ryb využívá elektrárna část původního koryta řeky, která byla přetvořena v rybí přechod.

## Technické parametry
Elektrárna má hltnost 2,5 metru krychlového za sekundu a spád 2 metry. Je poháněna Kaplanovou turbínou o průměru 80 cm. Výkon generátoru při ideálních podmínkách je 35 kW. Odhadovaná produkce elektrárny by dokázala pokrýt spotřebu třiceti domácností. 